# هواکیم ملیکیان
هواکیم ملیکیان (ارمنی: Հովակիմ Մելիքյան زاده ۱۸۸۵ - درگذشته ۱۹۸۶) سیاستمدار و پزشک اهل ارمنستان بود.

## زندگی‌نامه
در سال ۱۸۸۵ میلادی (۱۲۶۴ خورشیدی) در ایروان به دنیا آمد. پس از پایان تحصیلات عالی در روسیه مدرک پزشکی خویش را از یکی از دانشگاه‌های آلمان دریافت نمود.
ملیکیان در زمان نخستین جمهوری ارمنستان از معاونین وزارت بهداشت و عضو پارلمان ارمنستان ۲۰–۱۹۱۸ (۹۹–۱۲۹۷) بود.
پس از استقرار نظام کمونیستی در ارمنستان وی نیز به ایران مهاجرت نمود و در شهر تبریز ساکن شد در زمان اشغال آذربایجان توسط ارتش شوروی ملیکیان به تهران آمد و فعالیت خویش در این شهر پی گرفت
در زمان اقامت در تبریز وی به تحقیق در خصوص آب دریاچه ارومیه پرداخت و نتیجه تحقیقات خویش را در خصوص ترکیبات شیمیایی آب دریاچه را به زبان آلمانی به نگارش درآورد.
وی پزشکی خیر بود و تمام سعی و کوشش خویش را در جهت معالجه بیماران بی بضاعت به کار گرفت به طوری که سال‌های پایانی عمر خویش خود در مضیقه مالی طی نمود.
وی در سال ۱۹۸۶ (۱۳۶۵) در تهران درگذشت.

## آثار
- دریاچه ارومیه. ترجمهٔ امیل هاکوپیان. تبریز: نیما. ۱۳۶۹.